# Napier Shaw
Pour les articles homonymes, voir Shaw.
William Napier Shaw est un météorologue britannique qui est connu pour l'introduction de l'unité de pression atmosphérique appelée millibar (égale à l'hectopascal) et du diagramme thermodynamique appelé téphigramme. Il a servi en tant que directeur du service météorologique britannique (Met Office), président de l'Organisation météorologique internationale et de la Royal Meteorological Society.

## Biographie
Shaw est né à Birmingham en 1854 d'un père joaillier. Il a étudié au King Edward's School de Birmingham puis entra à l'Emmanuel College de l'université de Cambridge en physique. Il gradua en 1876 et enseigna à ce dernier endroit entre 1877 et 1906. Shaw et R. T. Glazebrook furent engagés par Lord Rayleigh comme démonstrateurs au Newnham College et les deux publièrent en 1885 le manuel Textbook of Experimental Physics qui devint un classique dans le domaine.
Il se tourna ensuite vers la météorologie en débutant par l'hygrométrie, ce qui le mena plus tard les problèmes de température et de ventilation dans les édifices, puis la pression et son rapport avec la température. En 1899, il devint secrétaire du conseil sur la météorologie à Londres et directeur du Met Office en 1905, le service météorologique britannique dont il prit sa retraite en 1920.
Son travail sur la pression atmosphérique l'amena à introduire le millibar en 1909, qui fut adopté à l'échelle internationale en 1929. Il développa le diagramme de pression versus température appelé téphigramme en 1915. Shaw s'occupa également de la pollution atmosphérique et publia The Smoke Problem of Great Cities en 1925.

## Distinctions
En 1891, il fut nommé membre de la Royal Society. Il fut président de la Royal Meteorological Society de 1918 a 1919. À titre de directeur du Met Office, il participa aux travaux de l'Organisation météorologique internationale et en fut le président de 1906 à 1923. Il reçut la Médaille Buys Ballot en 1923 pour son grand apport dans le domaine de la météorologie.